# Gottesdienst
Ein Gottesdienst ist eine Zusammenkunft von Menschen mit dem Zweck, mit Gott in Verbindung zu treten, mit ihm Gemeinschaft zu haben, Opfer zu bringen, Sakramente zu empfangen oder eine auferlegte religiöse Pflicht zu erfüllen. Er kann in einer eigens vorgesehenen Räumlichkeit (Kirche, Synagoge, Moschee, Pagode, Tempel, Königreichssaal etc.) stattfinden, wie auch im privaten häuslichen Bereich, im städtischen (oder dörflichen) öffentlichen Raum oder in freier Natur.
Das deutsche Wort Gottesdienst entspricht dem lateinischen Begriff cultus (Kultus, „Verehrung“) und bezieht sich vornehmlich auf religiöse Feiern im Christentum, wird jedoch auch für andere Religionsgemeinschaften verwendet, die gemeinsame Gebete verrichten, wie im Judentum und dem Islam.
Oft folgt ein Gottesdienst einem Ritus, der durch einen überlieferten Ablauf oder durch Festsetzung durch eine geistliche Instanz vorgegeben ist, wie etwa die Liturgie der katholischen Kirche und der orthodoxen Kirchen oder die evangelische Agende. Bei entsprechender Zielsetzung werden jedoch auch spontane oder wenig strukturierte Zusammenkünfte als Gottesdienst bezeichnet.

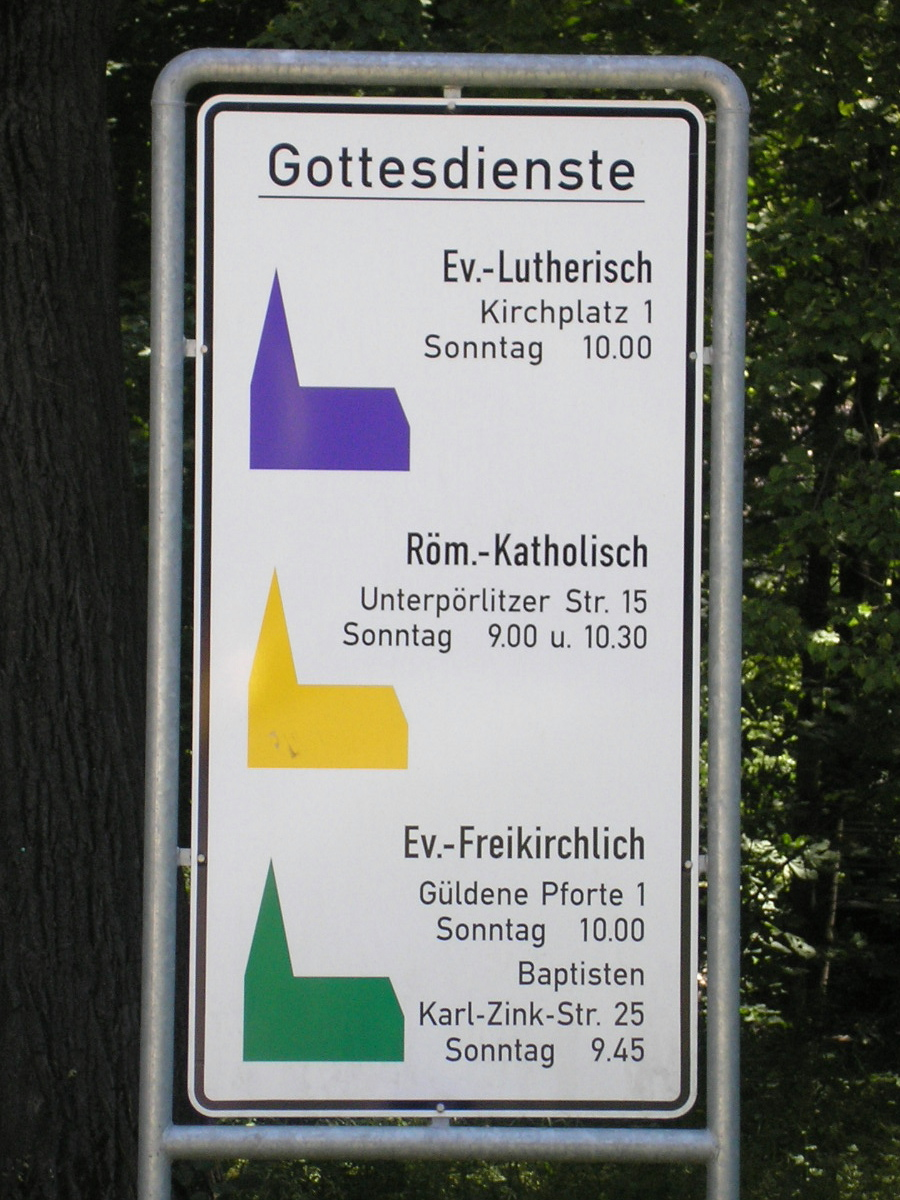
Hinweisschild auf regelmäßige Gottesdienste verschiedener Konfessionen am Ortseingang von Ilmenau

## Judentum

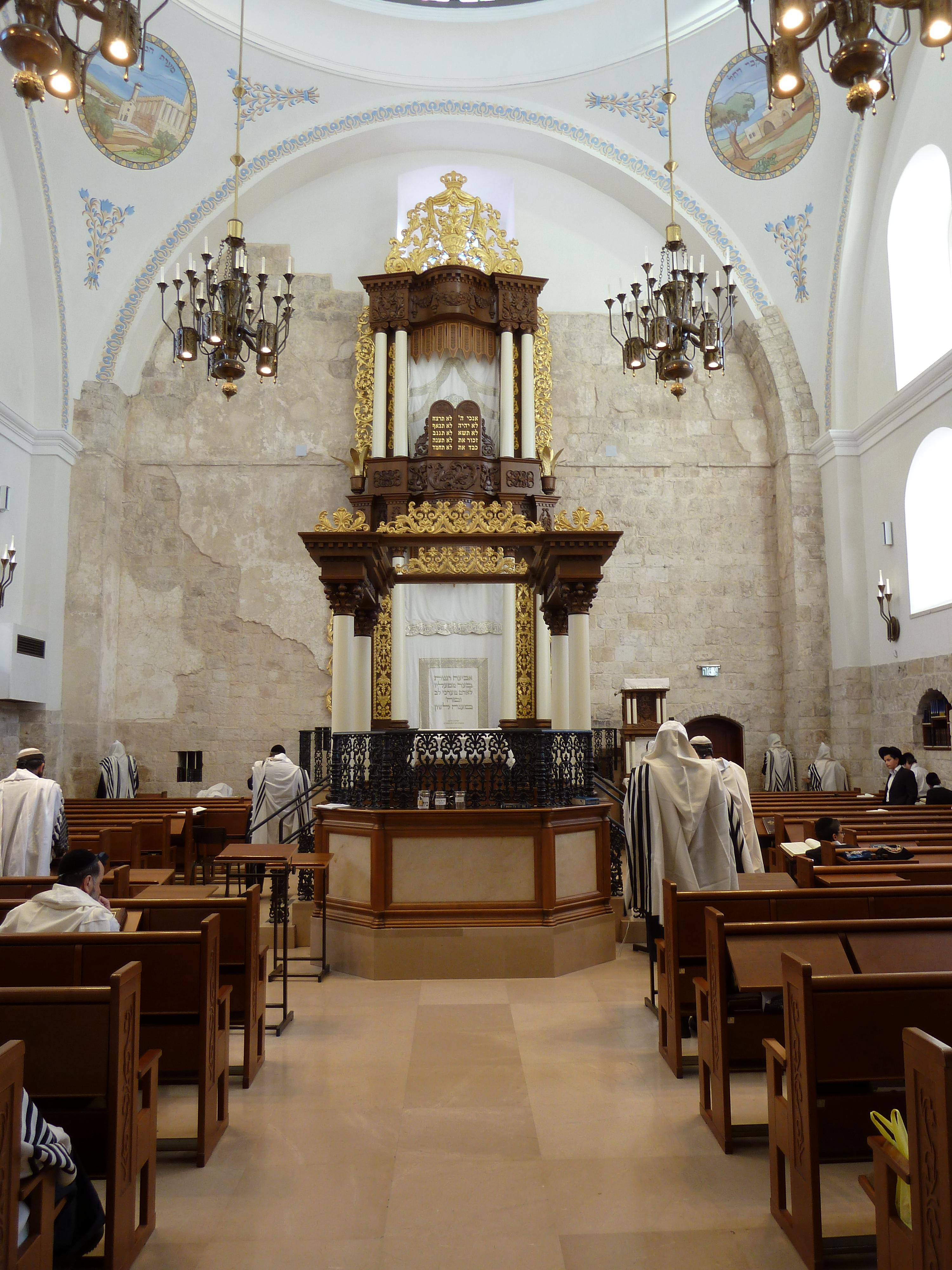
Morgengebet (Schacharit) in der Hurva-Synagoge in der Jerusalemer Altstadt

Im Judentum sind das, was man allgemein als Gottesdienste bezeichnet, gemeinsame Gebete von Juden nach einer vorgegebenen Ordnung. Der deutsche Begriff Gottesdienst ist nicht wirklich zutreffend, da das gesamte traditionelle (orthodoxe) jüdische Leben ein Dienst an und vor dem ein-einzigen Gott (JHWH), ein Gottesdienst ist. Das Gebetbuch heißt Seder Tefilah (hebräisch סדר תפלות seder tefillot, deutsch ‚Gebetsordnung‘) oder Siddur (hebräisch: ‚Ordnung‘), für die Feiertage Machsor.
Mit der Zerstörung des zweiten Jerusalemer Tempels am Ende des Jüdischen Krieges im Jahre 70 wandelt sich der Charakter der gottesdienstlichen Verrichtungen im Judentum nachhaltig. An die Stelle der Tempelopfer und der Wallfahrten nach Jerusalem, unter Aufsicht der Priester und Leviten, tritt das gemeinschaftliche Gebet, mit dem ab dem 9. Jahrhundert kodifizierten Schemone Esre als Hauptgebet. Der zerstörte Tempel wird durch Synagogen in der Diaspora ersetzt, sowohl im römischen Imperium als auch im Perserreich.
Die gemeinsamen Gebete können in einer Synagoge oder in einem dafür eingerichteten Betraum, oder auch zu Hause stattfinden. Die Gebetsordnung ist je nach jüdischer Denomination und Region verschieden. Man unterscheidet beispielsweise zwischen orthodoxem und liberalem, aschkenasischem und sephardischem, aber auch etwa zwischen deutschem oder polnischem Ritus. Im orthodoxen Judentum werden traditionell nur erwachsene Männer, die den Schabbat halten und beachten, zur Betgemeinde gezählt, aber auch Frauen können in einer separaten Loge oder Empore beten. Im Gottesdienst von konservativen und liberalen Reformgemeinden sind Frauen den Männern oft gleichgestellt, es gibt hier auch weibliche (Reform-)Rabbiner und Chasanot.
Für gewisse Gebete ist ein Quorum (Minjan) von zehn erwachsenen männlichen Personen erforderlich, die den Schabbat halten und beachten. Knaben erreichen ihre Volljährigkeit mit dreizehn, Mädchen mit zwölf Jahren. In orthodoxen, ausnahmsweise auch in konservativen und liberalen Gemeinden, zählen traditionell nur Männer zum Minjan. In den meisten konservativen und in allen Reform- und rekonstruktionistischen Gemeinden in Nordamerika und in vielen liberalen Gemeinden in Europa zählen neuzeitlich auch Frauen zum Minjan und die Einhaltung und Beachtung des Schabbat wird nicht mehr gefordert. Dem deutschen progressiven Judentum angehörende Gemeinden verzichten oft ganz auf ein Quorum.
In allen Denominationen und Richtungen des Judentums finden sich am Schabbat und an den Feiertagen Betgemeinden am Vorabend und am Vormittag, meist auch zum Ausgang am Abend zusammen, am Jom Kippur, dem Versöhnungstag und höchsten Feiertag im jüdischen Jahreskreis, auch am Nachmittag. In orthodoxen und einigen konservativen oder liberalen Gemeinden werden auch an den Wochentagen dreimal am Tag gemeinsame Gebete gehalten.
Die gemeinschaftlichen Gebete sind eingeteilt in Abendgebet (Maariv), Morgengebet (Schacharit) und Nachmittaggebet (Mincha), am Schabbat und Feiertagen wird am Vormittag das Mussafgebet eingeschaltet, am Versöhnungstag Jom Kippur zusätzlich spätnachmittags noch das Neilahgebet als Abschluss.
Am Schabbat und an den Feiertagen, in einigen Gemeinden auch montags und donnerstags, den früheren israelischen Markttagen, erfolgt morgens eine Lesung aus der Tora, an Fasttagen auch am Nachmittag, und am Tora-Freudenfest Simchat Tora wird in einigen Gemeinden bereits am Vorabend aus der Tora gelesen.

## Christentum

### Geschichtliche Entwicklungen
Gottesdienstliche Zusammenkünfte der christlichen Gemeinde gab es von Anfang des Christentums an. Bereits in den Paulusbriefen und in der Apostelgeschichte werden verschiedene Formen erwähnt. Ein Beispiel für den urchristlichen Gottesdienst findet sich in 1 Kor 14,26 : „Wenn ihr zusammenkommt, hat jeder etwas mitgebracht: Der eine singt ein Lied, ein anderer legt die Heiligen Schriften aus. Wieder ein anderer spricht in Sprachen des Geistes, und ein anderer hat eine Erklärung dazu.“ Der Begriff „Gottesdienst“ (griechisch λειτουργία leitourgia) wird für diese Versammlungen der Gemeinde nicht benutzt. Wenn im Neuen Testament von Gottesdienst gesprochen wird, geht es entweder um den Tempelgottesdienst des Alten Testaments oder um die Aufforderung, das gesamte Leben als Gottesdienst zu begreifen (Röm 12,1–2 ).
Im 2. Jahrhundert kam es zu einer liturgischen Ausbildung der gottesdienstlichen Zusammenkünfte. Justin der Märtyrer († 165) zum Beispiel beschrieb einen christlichen Gottesdienst mit Leseordnung, Predigt, Fürbittgebet und Eucharistiefeier. Daraus entwickelten sich mit der Zeit besondere priesterliche Ämter, die schließlich zu einer Unterscheidung der Gemeinde in Klerus und Laien führte. Die Architektur der gottesdienstlichen Räume im Mittelalter spiegelt diese Trennung; der Altarraum – durch einen Lettner vom Rest des Kirchenraumes getrennt – war den Geistlichen vorbehalten, während die anderen Gemeindemitglieder immer mehr zu Zuschauern und Zuhörern des gottesdienstlichen Geschehens wurden. Mit der Tridentinischen Messe wurden Form und Ablauf der Gottesdienste mit Eucharistie in einen detailliert vorgeschriebenen Ritus eingebunden. Spätantike und frühmittelalterliche Sonderformen von Gottesdiensten (z. B. Stationsgottesdienst) leben heute in Prozessionen fort.
Die Reformation versuchte diese Entwicklung rückgängig zu machen. Die reformatorischen Täufer und freikirchlichen Bewegungen der Neuzeit wie Baptisten, Freie evangelische Gemeinden und viele Pfingstgemeinden hoben die gottesdienstliche Trennung zwischen Geistlichen und Laien vollends auf. Auch das Zweite Vatikanische Konzil der Römisch-Katholischen Kirche wies den Laien wieder einen aktiven Platz im Gottesdienstgeschehen zu. In den orthodoxen Kirchen wurde diese Rückbesinnung auf den urchristlichen Gottesdienst bisher nicht nachvollzogen.
Die Zahl der Teilnehmer am sonntäglichen Gottesdienst nimmt in der Bundesrepublik Deutschland ab und betrug nach Angaben der Deutschen Bischofskonferenz (DBK) im Jahr 2003 nur noch 3,98 Millionen Menschen gegenüber 6,19 Millionen Teilnehmern im Jahr 1990. Statistisch gingen im Jahr 2005 ein Drittel der Befragten niemals in die Kirche, weitere 30 Prozent nur zu Weihnachten, Ostern oder Familienfesten. Lediglich 17 Prozent bezeichneten sich als regelmäßige Kirchgänger, wobei der Anteil im Westen höher ist als im Osten, bei den Frauen höher als bei den Männern und bei den über 60-Jährigen mit Abstand am höchsten. International gibt es große kulturelle Unterschiede: In weiten Teilen der Vereinigten Staaten sowie in einigen Teilen Europas, z. B. Polen und Italien, ist der Besuch des sonntäglichen Gottesdienstes und eine damit verbundene Geldspende zum Unterhalt der Priester sowie der kirchlichen Gebäude und Einrichtungen deutlich weiter verbreitet und wird von mehr als der Hälfte der Bevölkerung praktiziert.
Auch eine aktuelle Umfrage der BAT Stiftung für Zukunftsfragen aus dem Jahr 2022 zeigt, dass immer weniger Bundesbürger in ihrer Freizeit einen Gottesdienst besuchen. In diesem Jahr ging immerhin noch jeder Vierte nach eigenen Angaben wenigstens einmal pro Jahr in die Kirche, allerdings ist ein weiterer Rückgang an Kirchgängern in den nächsten Jahren wahrscheinlich.

### Orthodoxe Kirchen

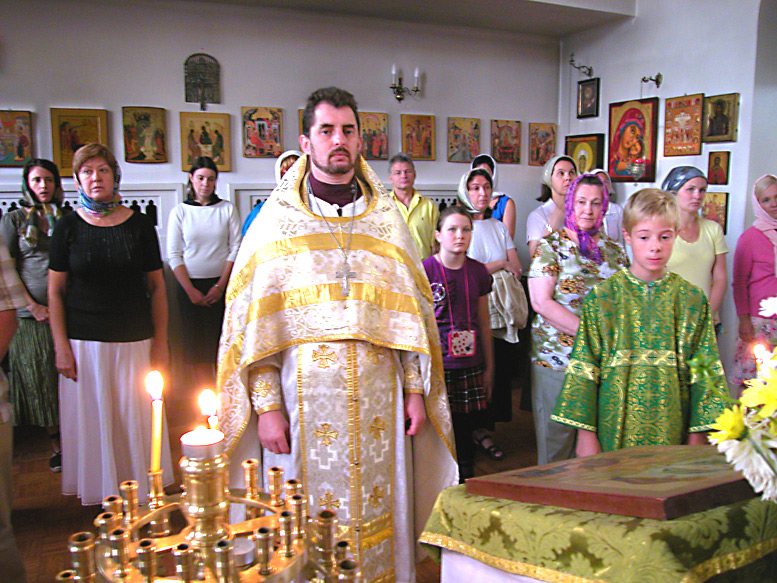
Orthodoxer Gottesdienst in der Kirche Maria Obhut in Düsseldorf

Die orthodoxen Kirchen bezeichnen ihre Eucharistiefeier als Göttliche Liturgie.

### Römisch-katholische Kirche

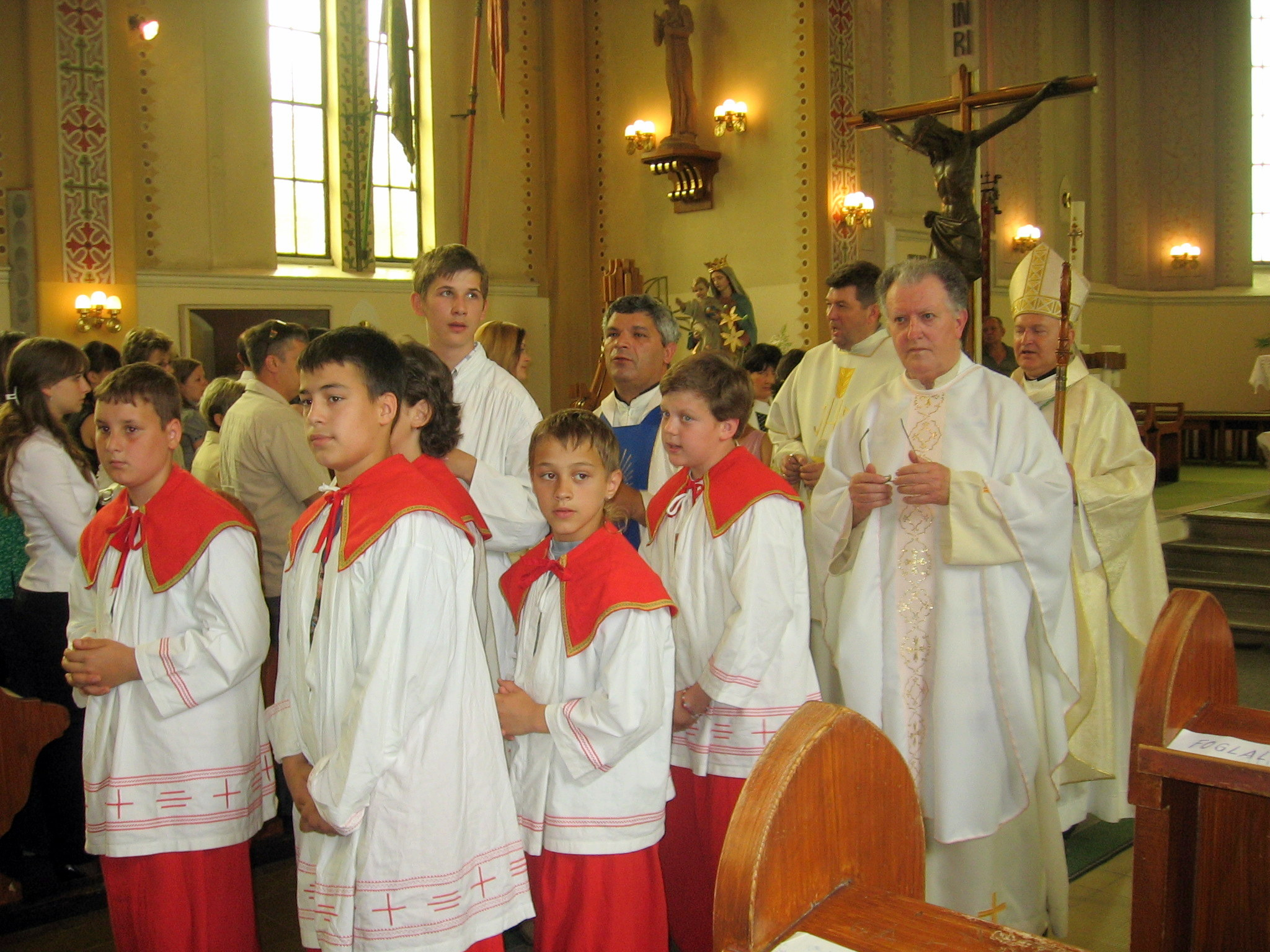
Auszugsprozession nach Spendung einer Firmung in Mužlja

In der römisch-katholischen Kirche wird der Gottesdienst, die lateinisch Sacra liturgia ‚heilige Liturgie‘, verstanden als priesterliches Handeln des beständig in seiner Kirche gegenwärtigen und diese in sein Tun einbeziehenden Jesus Christus. In der Liturgie der Kirche spricht Jesus Christus selbst aus den biblischen Lesungen, bewirkt durch sinnenfällige Zeichen das Heil der Menschen und vollzieht, vereint mit seiner Gemeinde, die öffentliche Verehrung (Kult) des einen und dreifaltigen Gottes.
Das Zweite Vatikanische Konzil bestimmte in seiner am 4. Dezember 1963 verabschiedeten Konstitution über die heilige Liturgie Sacrosanctum Concilium die zeitgemäße Form und das zeitgemäße Verständnis der Liturgie.
Alle Gläubigen sind aufgerufen zu einer vollen, bewussten und tätigen Teilnahme an den liturgischen Feiern. Die Leitung einiger Gottesdienstformen ist einem Priester oder Bischof vorbehalten, wie etwa die Feier der heiligen Messe, die Spendung der meisten Sakramente und bestimmte Segnungen und Weihen. Laien wirken dabei im Rahmen vorgegebener Rollen mit, etwa als Kantoren, Ministranten oder Lektoren. Zur Leitung von Stundengebet oder Wortgottesdiensten ist keine Weihe notwendig, jedoch in den meisten Fällen eine besondere Beauftragung.
Formen des römisch-katholischen Gottesdienstes sind:
- Liturgie:
  - die Feier der heiligen Messe (auch Messfeier oder Eucharistiefeier, früher Messopfer genannt)
  - das Stundengebet (auch: Tagzeitenliturgie)
  - die Feier der Sakramente: Taufe, Firmung, Weihesakrament, Eheschließung, Krankensalbung, Beichte
  - Feiern der Weihe von Personen (Abts- und Äbtissinnenweihe, Jungfrauenweihe) oder Gegenständen (Kirchweihe und Altarweihe). Diese finden immer im Rahmen einer heiligen Messe statt.
- Sacra exercitia[8] (Gottesdienstliche Feiern):
  - Wort-Gottes-Feier
- Pia exercitia (Fromme Übungen):
  - Andachten (zum Beispiel Kreuzwegandachten, Marienandachten, Eucharistische Anbetung, Bitt- und Dankandachten)
  - Prozessionen
  - Begräbnisfeiern.

Das sogenannte Sonntagsgebot, eines der Kirchengebote, verpflichtet die Gläubigen, am Sonntag und an den gebotenen Feiertagen der heiligen Messe andächtig beizuwohnen.

### Lutherische Kirchen

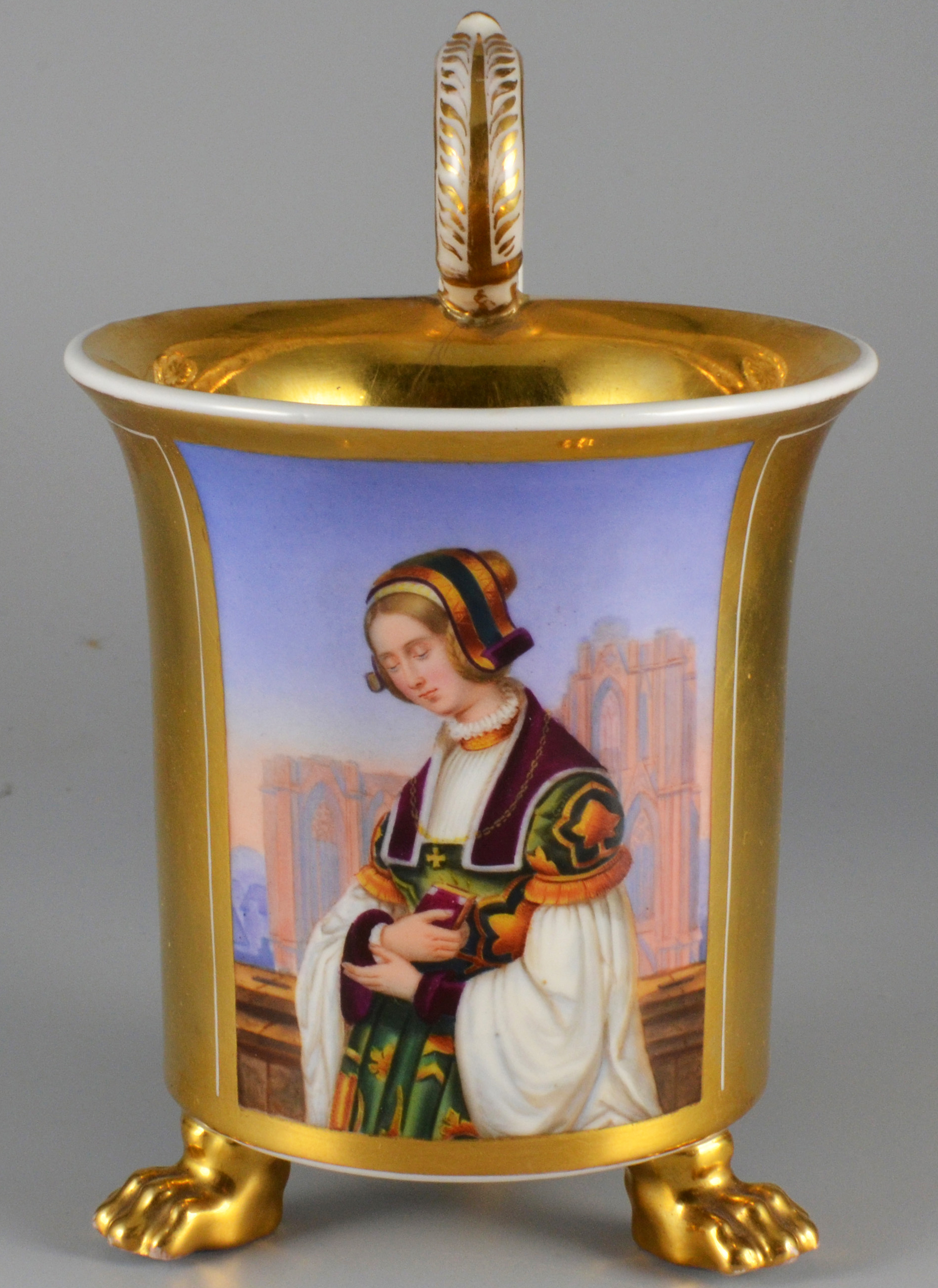
Louis Ammy Blanc (1810–1885), Die Kirchgängerin, Porzellanmalerei, Tatzenfußtasse

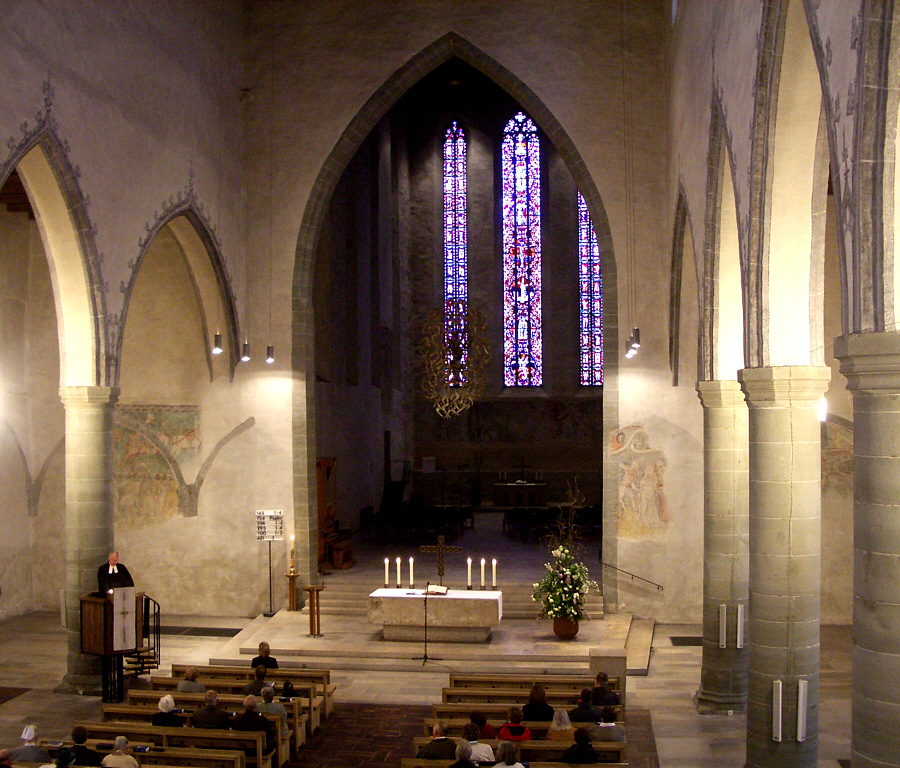
Predigt in einer evangelischen Kirche in Württemberg

Martin Luther ging es in seinem reformatorischen Wirken vor allem darum, die Gnade Gottes und die Ernsthaftigkeit des christlichen Lebens wieder herauszustellen. Dabei ging er davon aus, dass durch die Reformation die Alte Kirche wiederhergestellt sei. Für den Gottesdienst bedeutete dies, dass Luther sich zunächst um eine möglichst große Kontinuität in der Liturgie bemühte. Die ersten liturgischen Entwürfe Luthers sahen daher eine im Vergleich zum römisch-katholischen Gottesdienst fast unveränderte Messfeier vor: die sogenannte „gefegte (= gereinigte) Messe“. Luther tilgte nur jene Passagen, die den Vollzug des Abendmahls als erneutes Opfer Jesu Christi verstehen ließen, und führte die deutsche Sprache ein. In späteren Schriften Luthers wurden weitere Veränderungen vorgenommen. Im Vergleich zur überkommenen Messfeier ergaben sich die größten Umarbeitungen beim eucharistischen Hochgebet. Luther selbst sagt über den Gottesdienst anlässlich der Einweihung der Torgauer Schlosskirche 1543, „dass darin unser Herr mit uns redet durch sein heiliges Wort und wir wiederum mit ihm durch Gebet und Lobgesang.“
Die lutherischen Kirchen orientieren sich bis heute an diesem Verständnis und an der Sprache Martin Luthers, so dass in ihnen sowohl von „Gottesdiensten“ als auch von „Messen“ gesprochen wird. Gottesdienste werden in allen ihren Elementen – Schriftlesungen, Gebete, Predigt, Gesänge, Bekenntnisse – grundsätzlich nur in den Landessprachen gefeiert; Ausnahmen gelten lediglich für die feststehenden liturgischen Gesänge – Gloria Patri, Kyrie, Gloria, Sanctus, Agnus Dei –, die zuweilen in ihrer altkirchlichen Form und Sprache angestimmt werden, sowie für neuere Lieder, die auch in sprachlicher Hinsicht bestimmten Modetrends folgen und daher derzeit oft englische Texte aufweisen. Die gottesdienstlichen Lesungen folgen der Perikopenordnung.
Gottesdienstformen in lutherischen Kirchen:

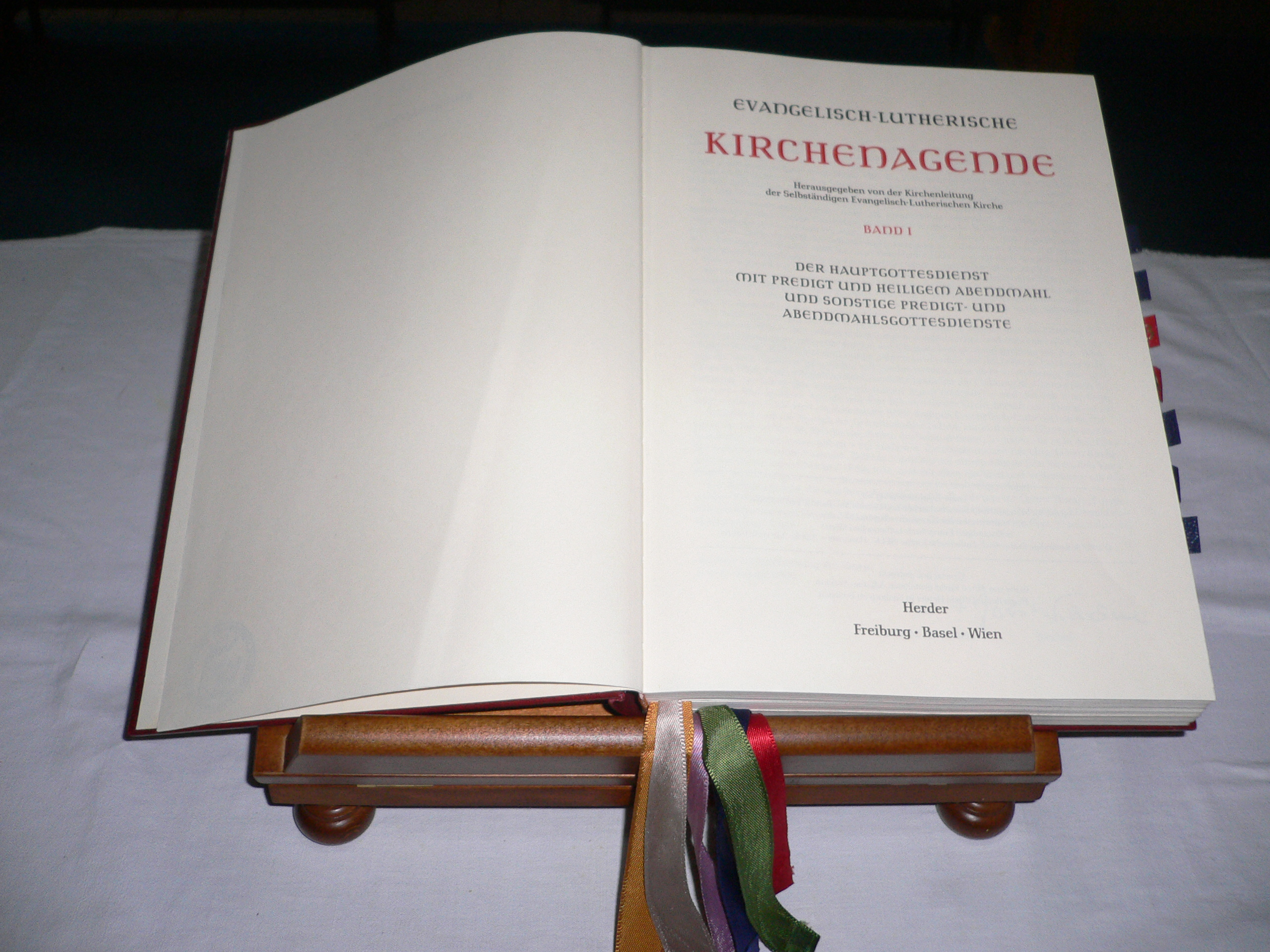
Kirchenagende der SELK

- Abendmahlsgottesdienste in Anlehnung an die Ordnung der Lutherischen Messe
- Beichtgottesdienst vor der lutherischen Messe
- Predigtgottesdienste
- Gottesdienste zum Buß- und Bettag mit besonderer Bußliturgie und Beichte
- Andachten wie zum Beispiel Advents- und Passionsgottesdienste in der Woche
- Stundengebet
  - Mette
  - Vesper
  - Komplet
- Gottesdienste zum Gedenken der Heiligen Apostel und Evangelisten, Gedenktag der Heiligen, Gedenktag der Augsburgischen Konfession etc. an den entsprechenden Gedenktagen
- Kasualgottesdienste (wie zum Beispiel Beerdigungen, Trauungen)
- Es werden auch teilweise neuere Gottesdienstformen angeboten. Weit verbreitet sind Familiengottesdienste, welche in vielen Gemeinden regelmäßig, z. B. einmal pro Monat, durchgeführt werden.

Taufen, Ordinationen etc. werden in der Regel im Rahmen eines Sonntagsgottesdienstes vollzogen. Ausnahmen sind möglich.

### Reformierte Kirchen
Der Gottesdienst in Kirchen der reformierten Tradition ist in Deutschland wortbetont, sein wesentlicher Bestandteil ist die Predigt. Die Liturgie ist schlicht. Das Abendmahl wird als Gedächtnismahl verstanden. Brot und Wein werden als „Zeichen“ der Hingabe Jesu am Kreuz und als „Siegel“ der dadurch verbürgten Erlösung von Sünde und ewigem Tod bezeichnet. Unter Zwinglis Anleitung wurde das Herrenmahl in Zürich nur zu Weihnachten, Ostern, Pfingsten und Kirchweih gefeiert. In Anlehnung an diese Tradition sehen viele Gemeinden eine Abendmahlsfeier nur vier bis fünf Mal im Jahr vor; übliche Termine dabei sind für die erste Feier im Kirchenjahr Weihnachten, für die zweite Gründonnerstag, Karfreitag oder Ostern, sowie für die weiteren Pfingsten und Erntedank; mancherorts wird auch in den Konfirmationsgottesdiensten zum Abendmahl eingeladen. Auch im Abendmahlsgottesdienst steht die Wortverkündigung im Zentrum des Ganzen.
Das grundlegende Modell der reformierten Liturgie baut auf dem oberdeutschen Prädikantengottesdienst auf. In ihr stehen trinitarisches Votum (Im Namen des Vaters und des Sohnes und des Heiligen Geistes.), biblisches Votum (häufig Ps 124,8 , daher auch Adjutorium genannt) und Begrüßung sowie ein Gemeindelied am Anfang. Darauf folgen Psalm, der zuweilen in einer Nachdichtung als eröffnendes Gemeindelied gesungen wird, Eingangsgebet mit Schuldbekenntnis, Bibellesung, Predigt, Glaubensbekenntnis, Lied, Abkündigungen, Fürbittengebet, Unser Vater, Ausgangslied und Segen. – Die Reihenfolge zwischen Votum/Begrüßung und Lied, zwischen Predigt und Glaubensbekenntnis sowie zwischen Ausgangslied und Segen ist in den unterschiedlichen Gemeinden verschieden geregelt.
Die gottesdienstlichen Lesungen folgen in vielen Gemeinden der Perikopenordnung. Daneben sind aber seit der Reformationszeit vor allem in den niederrheinischen Gemeinden auch „Continua-Predigten“ gebräuchlich. Dabei folgen die Predigten dem fortlaufenden Text eines biblischen Buches. In anderen Gemeinden schließlich können weder fortlaufende Lesungen noch Perikopenordnung als feststehende Tradition beobachtet werden.

### Gesellschaft der Freunde (Quäker)

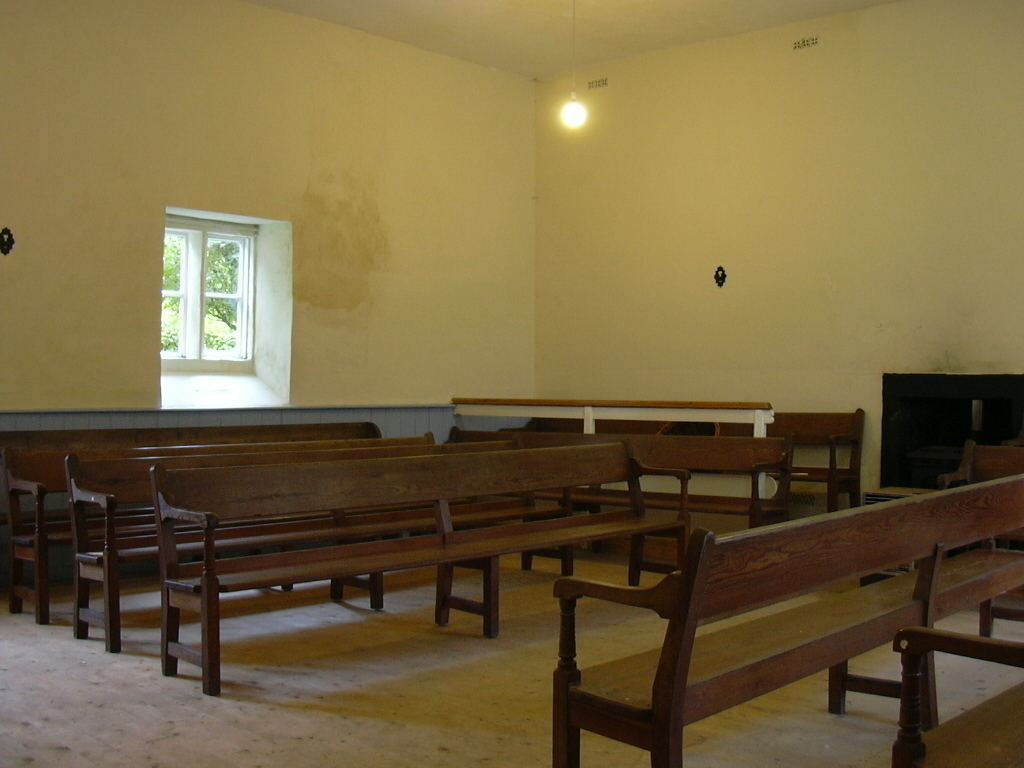
Das Innere des Versammlungshauses der Quäker in Pardash Hall in England

Quäker gehen wie fast alle protestantischen Glaubensgemeinschaften vom Priestertum aller Gläubigen aus. Während es bei den frühen Quäkern Prediger und auch von Anfang an Predigerinnen gab, gibt es gegenwärtig in evangelikalen Richtungen des Quäkertums Pastoren und Pastorinnen (vor allem in den Vereinigten Staaten und Afrika), während es in liberalen Richtungen des Quäkertums (vor allem in den Staaten und in Europa) meist auch keine Prediger und Predigerinnen mehr gibt. In ihren Andachten wollen sie sich der Gegenwart Gottes öffnen. Dabei kann – während einer meist einstündigen, schweigenden Meditation – jeder, der sich dazu getrieben fühlt, das Wort ergreifen. Andachten von evangelikal geprägten Gemeinschaften haben dagegen einen bestimmten Ablauf, sie beinhalten neben Meditation auch Gebet, Gesang und Predigt.

### Altkatholische Kirche
Der Gottesdienst in der altkatholischen Kirche steht in der Tradition der westlichen Kirche (Römischer Ritus). Ähnliches gilt für die Anglikanische Kirche.

#### Deutschland
Die alt-katholische Kirche feiert den Gottesdienst – von einigen kleineren Unterschieden abgesehen – in der Form, wie er auch der ordentlichen Form des Römischen Ritus entspricht. Da bereits seit 1885 die Landessprache in der Liturgie verwendet wird, ist die Form der deutschen Gemeindeantworten in der Regel älter und wurde, während anderes geändert wurde, beibehalten. Dazu zählen folgende Antworten:
- nach den ersten beiden Lesungen: „Soweit die Worte der ersten (zweiten) Lesung.“ – „Gott, dem Herrn, sei Dank!“
- zum Friedensgruß: „Der Friede des Herrn sei allezeit mit euch!“ – „Friede mit uns allen!“
- nach der Gabenbereitung: „Betet, Brüder und Schwestern, dass unsere Gaben angenommen werden von Gott, dem allmächtigen Vater!“ – „Zu seiner Ehre und zum Heil der Welt.“
- während des Dialogs vor dem Eucharistiegebet: „Erhebet die Herzen!“ – „Wir erheben sie zum Herrn!“
- nach dem Einsetzungsbericht: „Christus ist gestorben! Christus ist erstanden! Christus wird wiederkommen!“
- vor der Kommunion: „Herr, ich bin nicht würdig, dass du eingehst unter mein Dach. Sprich nur ein Wort, so wird meine Seele gesund.“
- zur Entlassung: „Gehet hin in Frieden!“ – „Preis und Dank sei unserm Gott!“

In der deutschen alt-katholischen Kirche sind die Händewaschung und die Mischung des Weines mit Wasser bei der Gabenbereitung fakultativ. Der Priester macht erst nach der Beendigung des Eucharistiegebets eine Kniebeuge. Der Friedensgruß kann auf die Fürbitten am Ende des Wortgottesdienstes folgen. In Gemeinden mit Kindern und Jugendlichen sind Ministranten üblich. Das, was man in der römisch-katholischen Kirche unter einem Hochamt versteht, ist in der alt-katholische Kirche eher die Ausnahme, da die Gemeinden meist von überschaubarer Größe sind und mehrheitlich schlichte Formen bevorzugt werden.
An weiteren Gottesdienstformen ist vor allem die Vesper zu nennen, die in der altkirchlichen Form, als Abendlob mit Lichtfeier und Weihrauchpsalm, in einigen Gemeinden regelmäßig gefeiert wird.

#### Schweiz
Der Aufbau der Eucharistiefeier in der christkatholischen Kirche der Schweiz sieht wie folgt aus:
- Der Messe gehen Gebete zur Vorbereitung voraus (Psalm 24,27 EU; 122 EU mit jeweils abschließender Oration), darauf folgt der Einzug (mit Versikel) und Confiteor samt Lossprechung.
- Das Credo folgt nicht der Homilie, sondern den Fürbitten.
- Als Glaubensbekenntnis ist ausschließlich das Nicäno-Konstantinopolitanum in Gebrauch.
- Der Friedensgruß wird vor der Gabenbereitung getauscht.
- In Gedächtnissen werden die Namen derer, für die besonders gebetet wird, als fürbittendes Gedenken vor der Versikel „Betet, Brüder und Schwestern“ – „Orate, fratres“ verlesen.
- Das Vaterunser folgt der Brotbrechung.

Der Aufbau der Messfeier in der christkatholischen Kirche weist eine Reihe von Parallelen zum ambrosianischen Ritus auf, während die Verlesung der Nomina defunctorum/offerentium in der Westkirche heutzutage sonst nur noch im Ritus von Toledo zu finden ist. Ein Gabengebet ist nicht vorgesehen. Die anamnetische Akklamation nach dem Einsetzungsbericht ist deklaratorisch und somit nicht an Christus selbst gerichtet:

„Den Tod des Herrn verkünden wir, und seine Auferstehung preisen wir, bis er kommt in Herrlichkeit.“

Daraufhin wird ein Klingelzeichen zum Niederknien während der Epiklese gegeben. Vor der Doxologie, zu der dreimal geläutet wird, ist folgende Akklamation vorgesehen:

„Gewähre uns dies, barmherziger, heiliger Gott, auf dass wir dich loben und preisen durch Jesus Christus, deinen Sohn, unseren Herrn.“

Nach dem Entlassungsruf wird der Segen gespendet.

### Freikirchen
Freikirchliche Gemeinden haben oft keine formalisierte Liturgie. Sie kommt durch Vereinbarung zustande. Ausnahmen sind z. B. die methodistischen Kirchen und die Herrnhuter Brüdergemeine. In vielen Gemeinden folgt einer lockeren Begrüßung und einem Informationsteil eine längere Anbetungszeit, die durch viele Lieder, Lesungen biblischer Texte und frei formulierte Gebete geprägt ist. Musikalisch steht nicht nur die Orgel im Mittelpunkt, sondern oft auch andere Tasten- und Rhythmusinstrumente. Auch persönliche Erfahrungsberichte, so genannte „Zeugnisse“, kommen häufig vor. Viele Gemeinden besitzen Chöre, Singkreise oder Musikbands, die den wöchentlichen Gottesdienst mitgestalten. Die Predigt steht im Mittelpunkt. Fürbitte und Segensbitte beschließen den Gottesdienst. In charismatisch geprägten Gemeinden gehören auch Glossolalie (Zungengebet) und Prophetie zu den gottesdienstlichen Elementen. Das Abendmahl wird regelmäßig gefeiert – in manchen Freikirchen wöchentlich (Brüdergemeinden), in manchen vierteljährlich (Adventgemeinden), in den anderen meist monatlich. In einigen Freikirchen finden allerdings auch hin und wieder Mahlfeiern im häuslichen Kreis statt. Für Kinder wird meistens parallel ein Kindergottesdienst angeboten.
Zu den gottesdienstlichen Veranstaltungen einiger Freikirchen zählen auch regelmäßige Gebetsversammlungen (wie so genannte Lobpreisgottesdienste). Auch die Bibelstunden haben in manchen freikirchlichen Gemeinden einen gottesdienstlichen Charakter. In einigen jüngeren Freikirchen, wie Willow Creek (USA), Hillsong (Australien) oder International Christian Fellowship (Europa) werden die Gottesdienste konsequent mit den Möglichkeiten aktueller Veranstaltungskultur (Musik, Licht, Ton, Videoprojektion) gefeiert. Die Tradition des wöchentlichen Haupt-Gottesdienstes macht hier starke Anleihen bei der Kultur der Lobpreisgottesdienste.

## Islam
Der Islam versteht unter Gottesdienst (ʿIbāda) Unterordnung und Ergebung in den Willen Gottes. Das islamische Ritualgebet findet fünfmal täglich statt.
Für heranwachsende und erwachsene männliche Muslime ist das Freitagsgebet (arabisch: ṣalāt al-ǧumʿa), das gemeinschaftlich in der Moschee verrichtet wird, verpflichtend. Es ist gegenüber den an anderen Tagen stattfindenden Ritualgebeten um die Freitagspredigt erweitert. Sie stellt eigentlich nur eine liturgische Ansprache (Chutba) dar. Für die Teilnahme der Frauen am Freitagsgebet gibt es in traditionellen islamischen Gemeinschaften in der Moschee einen abgetrennten Frauenteil, der meist für Männer nicht oder nur schwer einsehbar ist.

## Hinduismus

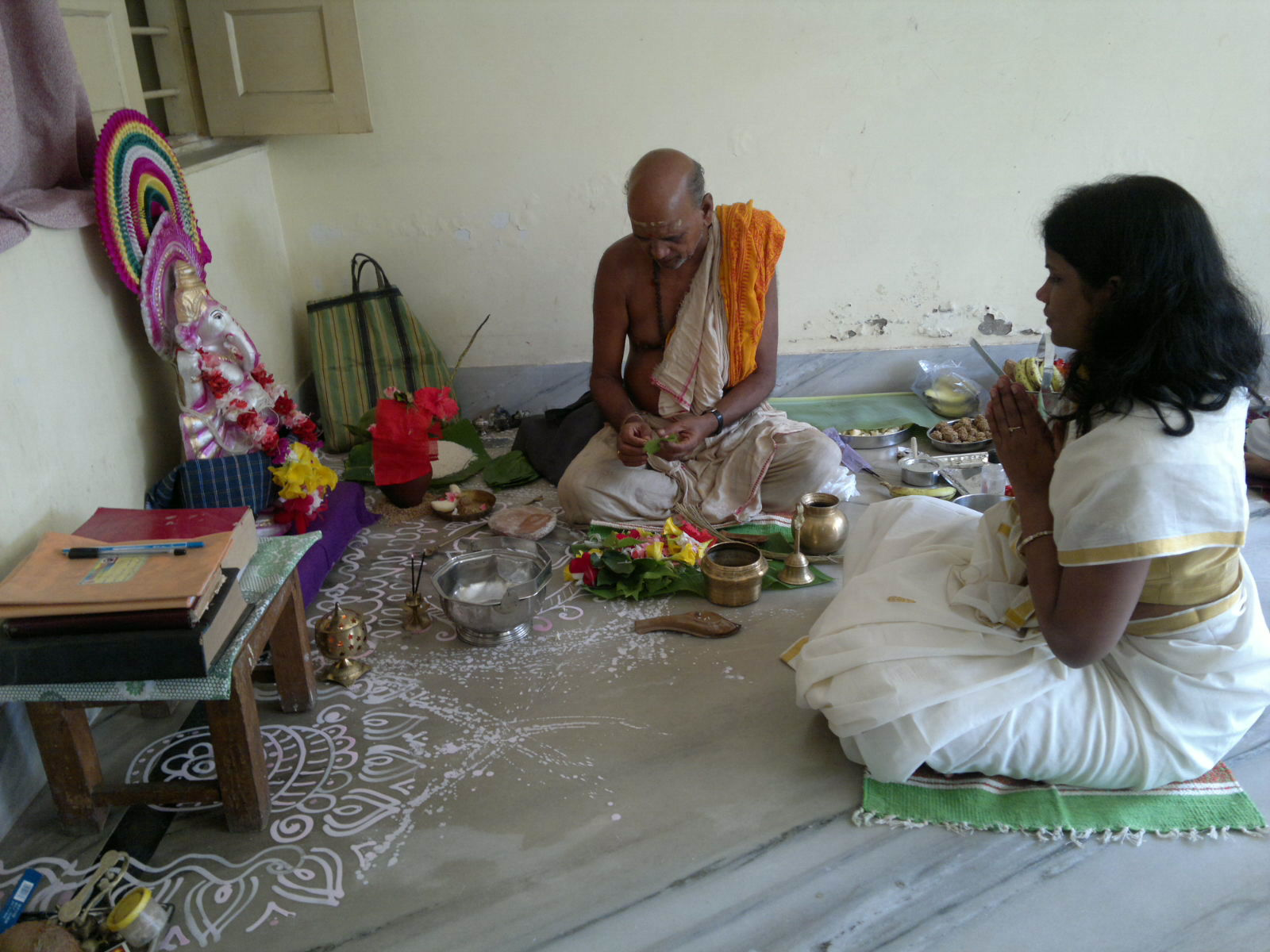
Hinduistischer Gottesdienst (puja) vor einem Hausaltar des Elefantengottes Ganesh in Odisha. Die Zeichnung am Boden aus weißem Reismehl heißt kolam.

Seit den Puranas entstand ein zusätzliches Yoga im Hinduismus: die Bhakti, die liebende Hingabe an einen persönlichen Gott wurde für viele Hindus zum wichtigsten Element der Religiosität. Die populärste Form des Gottesdienstes ist die Anbetung Gottes in einem Bild oder einem Emblem im Rahmen einer Puja, der traditionellen Verehrungszeremonie, die oft im häuslichen Rahmen stattfindet. Der Gläubige kann selbst aussuchen, in welcher der vielen Formen er das Göttliche verehren möchte, wenngleich Familientraditionen hierbei eine Rolle spielen. Pujas können grundsätzlich von jedem durchgeführt werden. Eine formelle, öffentliche Puja folgt einem strengen Ritus, der meist in den Samhitas (gehört zu den Veden) Agamas, Tantras, sowie Ritualhandbüchern seine Grundlage hat. Das Verfahren einer Puja variiert nach Schulrichtungen und Region. Daneben gibt es auch noch Yajnas, Feuerzeremonien zur Verehrung von Vorfahren und altindischen Göttern, die nur Brahmanen vorbehalten sind und zum Beispiel bei einer hinduistischen Hochzeit durchgeführt werden.
Im Tempel bietet sich ebenfalls die Möglichkeit zum Gottesdienst. Anfang und Ende sind offen, jeder Tempel entwickelt seinen eigenen Ablauf. Zentraler Aspekt des hinduistischen Gottesdienstes ist das Darshan, der wechselseitige Anblick von Gläubigen und Gott. Meist ist der Besuch im Tempel mit einer Opfergabe verbunden.

### Verschiedene Formen des Gottesdienstes
- Aussegnungsgottesdienst
- Beatmesse
- Bergmesse
- Brauchtumsgottesdienste
- Einsegnungsgottesdienst
- eucharistische Anbetung
- Familiengottesdienst
- Feldmesse
- Gästegottesdienst
- Heilungsgottesdienst
- Hubertusmesse
- Jazzgottesdienst
- Jugendgottesdienst
- Kantatengottesdienst
- Kindergottesdienst
- Lobpreisgottesdienst
- Motorradgottesdienst
- Nightfever
- Osternacht
- Rockmesse
- Segnungsgottesdienst
- Waldgottesdienst
- Thomasmesse
- Gebetsversammlung

### Fachbegriffe
- Agende
- Agendenstreit
- Liturgisches Gewand